# Hatakeyama Yoshinari
Hatakeyama Yoshinari (畠山 義就?; 1437? – 21 gennaio 1491) è stato un daimyō giapponese del periodo Muromachi, appartenente al ramo Kawachi-Hatakeyama della provincia di Kawachi.

## Biografia
Noto per la sua disputa con Hatakeyama Masanaga per il ruolo di Kanrei, la loro rivalità crebbe fino a dar inizio alla guerra Ōnin.